# 黑水党
黑水党指的是第一次鸦片战争中浙江沿海地区船民组成的反英暗杀组织，来源待考。英军占领宁波，黑水党在城内和甬江对英军实行暗杀，杀害英军10-30人左右，具体数字难以考证。黑水党的首领是徐保。